# Білі камні
«Білі камені» (рос. «Белые камни») — радянський художній фільм-альманах з чотирьох новел, знятий у 1972 році на кіностудії «Грузія-фільм».

## Сюжет
Фільм складається з 4 новел: «Морський вовк», «Прощавай, Инессо», «Білі камені», «Гладіатор».

## У ролях
- Георгій Кавтарадзе — Антуша, фотограф (дублював Юрій Бєлов)
- Отар Мегвінетухуцесі — Алонсо (дублював Фелікс Яворський)
- Вахтанг Нінуа — приборкувач (дублював Олександр Хвиля)
- Давид Абашидзе — Вахтанг, режисер (дублював Фелікс Яворський)
- Шота Габелая — асистент режисера
- Джемал Гаганідзе — Арсен (дублював Юрій Саранцев)
- Отар Зауташвілі — Како
- Роланд Какаурідзе — наречений
- Зураб Капіанідзе — кухар
- Гурам Ніколаїшвілі — клоун (дублював Євген Шутов)
- Георгій Толордава — Шота (директор школи)
- Баадур Цуладзе — Іліко, робітник цирку
- Манучар Шервашидзе — адміністратор
- Лейла Шотадзе — Ізольда
- Лія Еліава — Маріамі, дружина Арсена (дублювала Ніна Гребешкова)

## Знімальна група
- Режисери — Іраклій Асатіані, Темур Палавандишвілі, Баадур Цуладзе, Резо Чархалашвілі
- Сценаристи — Реваз Габріадзе, Тамаз Меліава, Резо Чархалашвілі, Резо Чейшвілі, Резо Ебралідзе
- Оператори — Олександр Мгебрішвілі, Леван Намгалашвілі, Арчил Піліпашвілі, Ніколос Сухішвілі
- Композитор — Гія Канчелі
- Художники — Георгій Алексі-Месхішвілі, Реваз Габріадзе